# 마독스
마독스(1995년 3월 15일 ~ )는 대한민국의 가수다. 2019년 디지털 싱글 앨범 'But Maybe'로 정식 데뷔했다.

## 방송
- 사인히어 (2019) - Top4(2위)
- THE KOLOR - 더 컬러 (2020)